# Der Aufstieg
Der Aufstieg (Originaltitel: L'ascension) ist eine französische Filmkomödie von Ludovic Bernard aus dem Jahr 2017. Der Film beruht auf der wahren Geschichte, die Nadir Denoune in seinem autobiografischen Buch Un tocard sur le toit du monde aufgeschrieben hat. Er war am 25. Mai 2008 der erste Franko-Algerier, der den Mount Everest bestiegen hat.

## Handlung
Samy Diakhaté ist ein junger Mann aus Senegal, der im Pariser Vorort La Courneuve wohnt. Er hat sich in den Kopf gesetzt, den Mount Everest zu besteigen, obwohl er keine Bergsteigerfahrung hat. Er will sich beweisen, damit er in seinem Leben doch etwas erreicht haben wird. Außerdem will er so seine große Liebe Nadia beeindrucken, die ihn zwar mag, aber auf Abstand bleibt. Samy findet genügend Sponsoren für sein Vorhaben. Das Abenteuer wird von einem Lokalradio live mitverfolgt, indem Samy von seiner Reise Eindrücke per Telefon mitteilt. Auch die Lokalpresse berichtet ausgiebig und der ganze Ort fiebert gespannt mit.
Auf seiner Tour freundet sich Samy mit Johnny an, der als Helfer die Reisegruppe begleitet. Johnny hilft Samy, um seine Unerfahrenheit auszugleichen. Im Gegenzug erzählt Samy Johnny aus einem französischen Liebesroman. Der Tourguide, Jeff, ist von Samy nicht begeistert, bewahrt aber seine Ruhe. Währenddessen machen sich die Eltern von Samy Sorgen und beschuldigen Nadia. Sie sei dafür verantwortlich, dass Samy sich in solch eine Gefahr begibt. Nachdem klar wird, dass es Samy gut geht und Nadia sich entschuldigt und ihre Liebe gegenüber Samy gesteht, versöhnen sie sich.
Nach mehreren Hindernissen und Rückschlägen erreicht Samy die Spitze des Mount Everest. Bei seiner Heimkehr wird er feierlich begrüßt und kommt mit Nadia zusammen.

## Veröffentlichung
Der Aufstieg kam am 25. Januar 2017 in die französischen Kinos. In Deutschland erschien der Film am 23. März 2019. Dort wird er von Netflix als Video-on-Demand vertrieben.

## Rezeption

### Kritiken
Der Film hat nach Allociné bei der französischen Presse eine Bewertung von durchschnittlich 3,6 von 5 Sternen erhalten. In Le Parisien erhielt der Film 4 von 5 Sternen, mit der Begründung, dass der Film auf allen Ebenen erfrischend sei und die romantische Geschichte ins Herz treffe. Tara Brady gab dem Film in The Irish Times 3 von 5 Sternen. Der Film sei liebenswert und füge der wahren Geschichte eine romantisch-komödiantische Nebengeschichte hinzu.

### Auszeichnungen
Beim Festival de l'Alpe-d'Huez 2017 erhielt Der Aufstieg den Hauptpreis und den Publikumspreis.